# Boże Narodzenie we Włoszech
Święta Bożego Narodzenia we Włoszech.

## Wigilia
Większość Włochów przywiązuje niewielką wagę do kolacji wigilijnej. Wprawdzie jest ona bardziej uroczysta niż w zwykły dzień, jada się ją przy choince (w co czwartym włoskim domu jest to prawdziwe drzewko) i szopce, zbudowanej przez niemal każdą rodzinę, ale na stole nie ma żadnych tradycyjnych dań. Jest to czas oczekiwania na pasterkę, na którą wybiera się wiele rodzin.
Wielu rzymian wigilijny wieczór spędza na placu Świętego Piotra, gdzie około godziny 19 uroczyście odsłaniana jest tradycyjna, ogromna szopka. Zwyczaj ten wprowadził papież Jan Paweł II w 1982.

## Boże Narodzenie
Włosi najbardziej uroczyście obchodzą dzień Bożego Narodzenia, a świąteczny obiad, do którego zasiadają całymi rodzinami, trwa najczęściej do wieczora.
25 grudnia to dzień rodzinnych spotkań na wystawnym obiedzie. Dobór dań na świątecznym stole zależy od regionu Włoch. Wszędzie natomiast najważniejszy posiłek Bożego Narodzenia składa się z wielu potraw i to w jego trakcie otwierane są prezenty. 
Podczas gdy na północy Włoch w świątecznym menu są faszerowane mięsem, szynką, warzywami i serem tortellini, na południu popularna jest lasagna z sosem pomidorowym z mięsem wieprzowym i kilkoma rodzajami serów. Podawane są też zupy, na przykład z porów z ziemniakami i jajkami przepiórki oraz truflami.

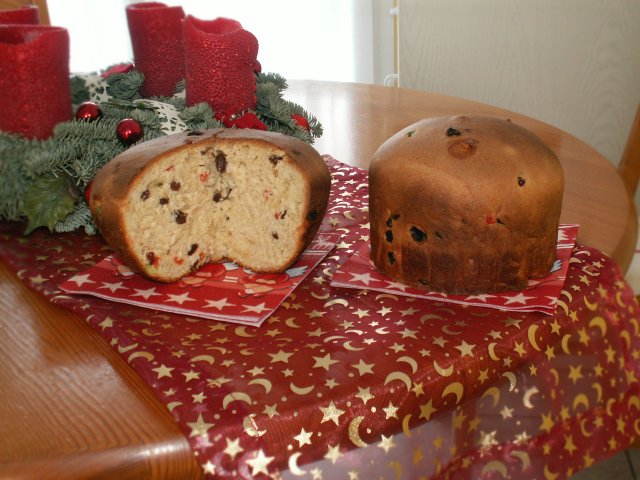
Panettone

Danie główne stanowi wielka sztuka pieczonego mięsa. Może to być wieprzowina, jagnięcina czy też kura lub kogut z pieczonymi ziemniakami oraz warzywami. Najpopularniejszym deserem jest typowe i znane na całym świecie włoskie ciasto – panettone z bakaliami i posypane cukrem pudrem pandoro z dodatkiem czekolady i likieru.
Przed świętami we Włoszech sprzedaje się kilkadziesiąt milionów tych świątecznych ciast, przybierających rozmaite kształty, od wysokich bab po gwiazdy i inne oryginalne figury. Opakowane są w kolorowych, bogato zdobionych pudłach. To również typowy prezent, jaki dostają Włosi od swych pracodawców przed Bożym Narodzeniem.
Na stole pojawia się wiele innych deserów, między innymi tort ryżowy, a także bardzo popularne nugaty o wielu smakach z orzechami. Włosi mają swój odpowiednik piernika – pan speziale, ciasto z miodem i bakaliami.

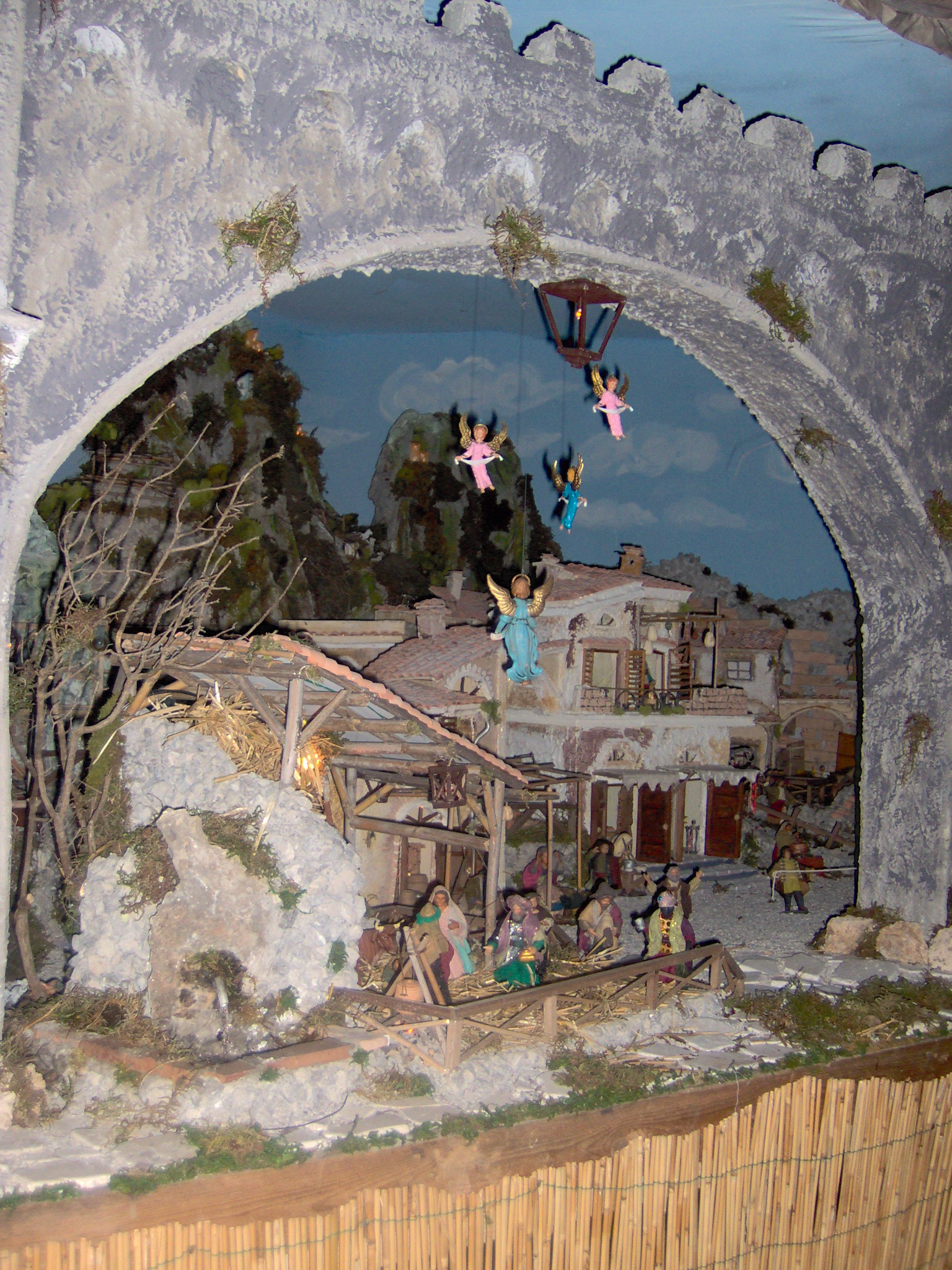
Szopka

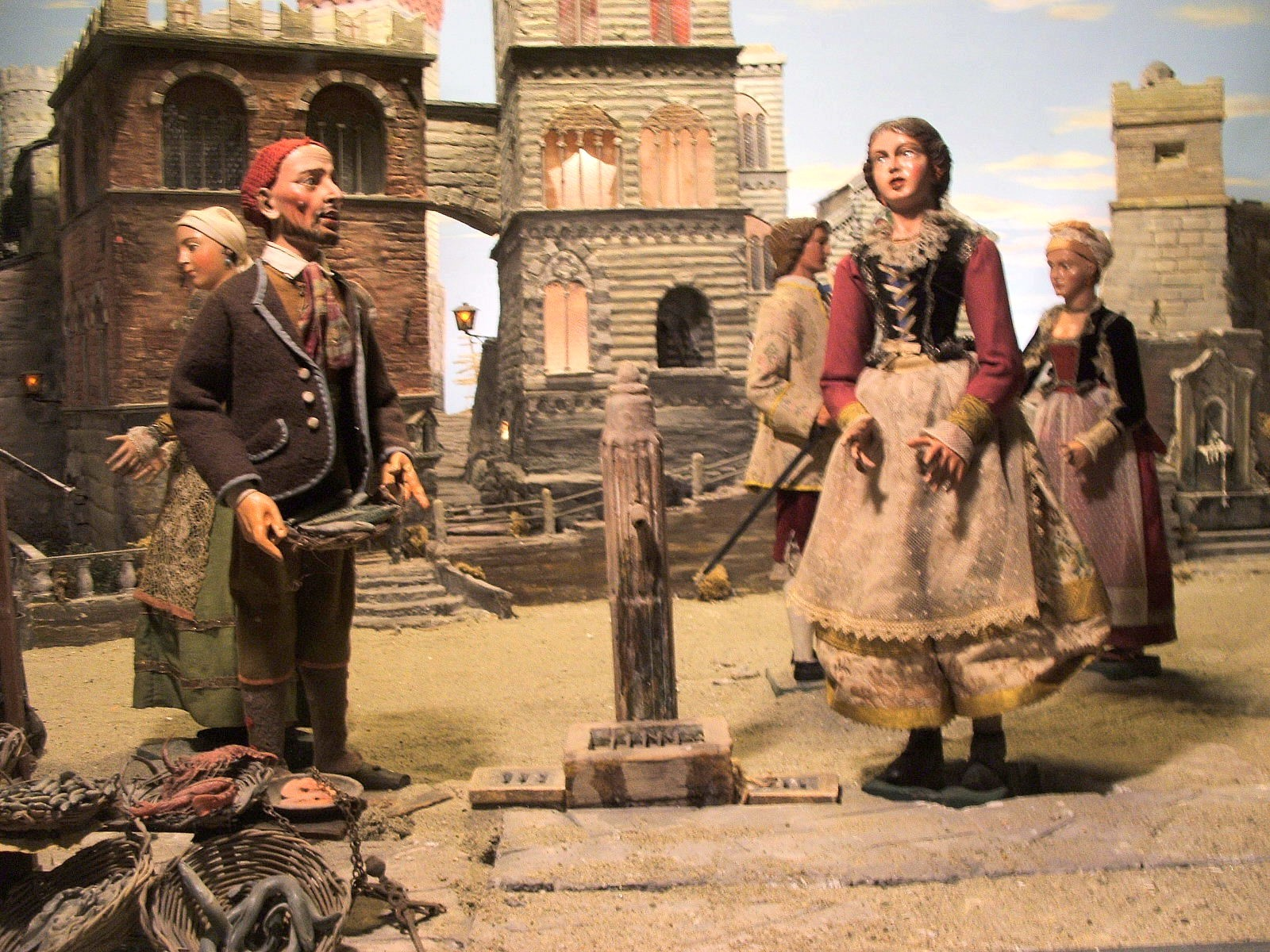
Szopka włoska

Włosi przywiązani są do głęboko zakorzenionej w ich kulturze tradycji, związanej z Bożym Narodzeniem, jaką jest budowa szopek. To właśnie we Włoszech, w miejscowości Greccio w Lacjum, z inicjatywy św. Franciszka z Asyżu w 1223 roku powstała pierwsza żywa szopka, która dała początek tej bożonarodzeniowej tradycji. Stąd rozeszła się na cały świat. 
Szopki budowane są nie tylko w kościołach, ale także na klatkach schodowych, w osiedlach, w szkołach, szpitalach i innych instytucjach, przede wszystkim zaś stoją one prawie w każdym włoskim domu. 
Trzy najsłynniejsze działające we Włoszech ośrodki specjalizujące się w sztuce szopkarskiej to Lecce w Apulii, Sycylia oraz przede wszystkim Neapol. Głównym centrum neapolitańskiej szkoły szopek jest ulica San Gregorio Armeno, którą uważa się za kolebkę mistrzów tego rzemiosła.

## Santo Stefano

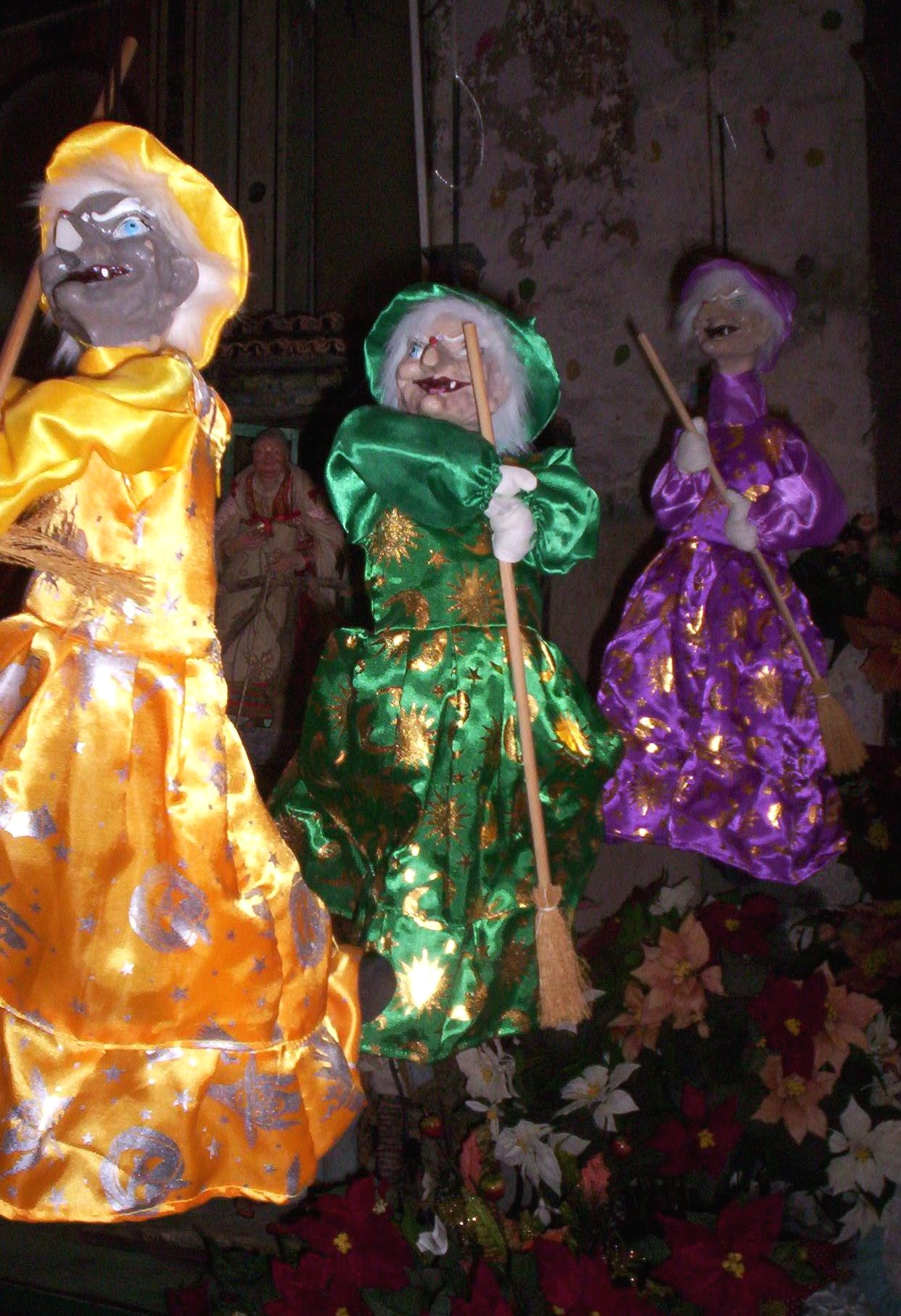
Lalki przedstawiające postać Befany

26 grudnia, nazwany Santo Stefano, to drugi świąteczny dzień, który wypełniają rodzinne spotkania.
Dla dzieci święta trwają aż do 6 stycznia, czyli do święta Trzech Króli. Tego dnia znów otrzymują prezenty, a zgodnie z tradycją przynosi je Befana, czyli czarownica na miotle.